# Sue Gardiner
Susan "Sue" Gardiner, född 13 april 1980 i North Vancouver, är en kanadensisk vattenpolospelare som ingick i det kanadensiska landslaget vid olympiska sommarspelen 2000 och 2004.
Gardiner spelade fem matcher och gjorde två mål i damernas vattenpoloturnering i samband med de olympiska vattenpolotävlingarna 2000 i Sydney där Kanada kom på femte plats. Hon spelade sedan fyra matcher och gjorde fem mål i damernas vattenpoloturnering i samband med de olympiska vattenpolotävlingarna 2004 i Aten där Kanada kom på sjunde plats.
Gardiner tog silver i damernas vattenpoloturnering i samband med panamerikanska spelen 2003 i Santo Domingo.